# Фрау Мария
«Фрау Мария» (нидерл. Vrouw Maria) — затонувший корабль, который вёз из Голландии груз произведений искусства, приобретённых Екатериной II для Эрмитажа и Царского Села, и потерпел крушение в 1771 году недалеко от Аландских островов в Балтийском море. Корабль был обнаружен финским ныряльщиком в 1999 году на глубине в 41 м, но до сих пор остаётся неподнятым. Место затопления корабля — экологический заповедник Прибрежные острова, все перемещения на территории которого требуют дополнительных согласований.

## Двухмачтовыйфлейт«Фрау Мария»
Двухмачтовый флейт «Фрау Мария» вышел из Амстердама в октябре 1771 года. По документам, судно везло дипломатическую почту в Петербург, но на самом деле груз составляли произведения искусства и ценности для императорской коллекции. Они были куплены эмиссарами императрицы в Голландии. Груз сопровождал граф Андрей Шувалов[прояснить].
Пройдя через Германию, Данию и Швецию, у порта города Або (ныне — Турку), судно попало в шторм, налетело на скалу и постепенно стало уходить под воду. Экипаж сумел спастись.

## Груз
Груз включал коллекцию саксонского фарфора, золотых и серебряных статуэток, около 300 картин фламандских и голландских художников, среди которых могут находиться и полотна Рембрандта. В архивах обнаружены документы о грузе судна, из которых ясно, что Екатерина II купила картины таких нидерландских мастеров «Золотого века», как Хендрик ван Бален, Герард Терборх, Ян ван Гоен, Габриель Метсю, Филипс Вауверман, Адриан ван де Вельде и Герард Доу.
Список картин, находящихся на борту «Фрау Марии»
- 1. Хендрик ван Бален (1575—1632) «Молодой Иисус Христос», написана совместно с Брейгелем.
- 2-4. Герард Терборх (1617—1681) «Музыкант с гитарой», «Девушка с собакой» и «Офицер, пишущий письмо».
- 5-6. Исаак Гедик (1617—1678) «Комната с винтовой лестницей» и «Женщина за столом».
- 7-8. Герард Доу (1613—1675) «Девушка в жёлтом» и «На приёме у хирурга».
- 9. Ян ван Гойен (1596—1656) «Деревня на берегу реки».
- 10. Виллем Йозеф Лакуй[фр.] (1738—1798) «Художник с учеником».
- 11. Леве «Крестьяне на свадьбе».
- 12. Йоханнес Лингельбах (1622—1674) «Корабль на якоре».
- 13. Габриель Метсю (1629—1669) «Служанка с зайцем в руках».
- 14. Франс ван дер Мейн[англ.] (1719—1783) «Джентльмен с бокалом».
- 15. Адриан ван Остаде (1610—1685) «Человек за столом».
- 16. Паулус Поттер (1625—1654) «Большая воловья повозка».
- 17. Абрахам Сторк (1644—1708) «Город на Рейне».
- 18. Адриан ван де Вельде (1636—1672) «Стадо на отдыхе».
- 19. Якоб де Вит (1695—1754) «Кувшин с цветами».
- 20-24. Филипс Вауэрман (1619—1668) «Драка», «Старый дом», «Сцена с охотником», «Мальчик с лошадью», «У реки».
- 25. Герман Цафтлевен[нидерл.] (1609—1680) «Ландшафт с охотниками».
- 26. Хендрик Мартенс Цорг (1611—1670) «Интерьер: стол с фазанами».
- 27-28. Две картины неизвестных художников.

После крушения судна Екатерина II в течение 2 лет пыталась договориться со шведским королём Густавом III о том, чтобы груз был поднят из территориальных вод Швеции и доставлен в Россию. Работы были начаты, но судна почему-то не оказалось на месте крушения.
Из этого современные исследователи делают вывод, что упаковка произведений искусства была достаточно герметичной. Специалисты рассчитывают, что живописные полотна были упакованы не в обычные ящики, а в свинцовые колбы, залитые воском, что, возможно, обеспечит их сохранность даже после столетий, проведённых под водой.
Искусствоведы, однако, указывают, что если картины окажутся невредимыми, особых шедевров среди них ждать не стоит, поскольку эти произведения Екатерина II покупала по своему собственному вкусу, который не совпадает с современными представлениями о вершинах живописи. Эксперты Эрмитажа, тем не менее, выразили полную готовность помочь с реставрационными работами.
По оценкам некоторых экспертов, сокровища, остающиеся на балтийском дне, стоят не менее 1,5 миллиарда евро.

## Исследования
- 1999 год: группа финских дайверов под руководством Рауно Койвусаари обнаружила останки корабля недалеко от островов Юрмо[фин.] и Бургстё на глубине около 40 метров и обозначила свои юридические права на дальнейшую разработку этого ценного исторического объекта[1].
- Финским аквалангистам удалось поднять судовую кассу корабля, в которой хранилось почти 700 русских монет, отчеканенных во второй половине XVIII века. Сейчас все эти ценности находятся в собственности Финляндии[2].
- До 2010 года: Международная экспертная группа проводила работы на дне Балтийского моря, которые подтвердили — бесценный груз всё ещё находится на глубине[1]
- Шесть предметов было поднято на ранней стадии исследования.
- 1 по 3 сентября 2010: морская экспедиция международной экспертной группы к месту затопления. С российской стороны в экспедиции принимал участие глава Управления по сохранению культурных ценностей Росохранкультуры Виктор Петраков и президент Благотворительного фонда «Спасение культурно-исторических ценностей» Артём Тарасов[1]. Было объявлено, что работы продлятся 7 лет до 2017 года и будут стоит 80 млн евро.
- 2011 год: министр культуры Финляндии Стефан Валлин в письме министру культуры РФ Александру Авдееву сообщил, что от реализации проекта подъёма судна и его содержимого решено отказаться. Память о «Фрау Марии», по замыслу финнов, останется лишь в выставке, посвящённой кораблю, которая будет открыта в Морском музее Финляндии[2].
- 2012 год: открылась выставка[3]
- 2013 год: Михаил Пиотровский, президент Союза музеев РФ, в ноябре встречался с Пеккой Рави[фин.], генеральным секретарем финской Ассоциации музеев[фин.] и вице-спикером парламента. Российская сторона предложила организовать совместную экспедицию на затонувшее судно[4].

### Юридические аспекты
В подъёме судна заинтересованы нашедший его ныряльщик, представители Швеции и Голландии, а также меценаты и спонсоры из России. В 2007 году к проблеме подключился МИД РФ и Росохранкультура. Переговоры о подъёме корабля между Россией и Финляндией ведутся с 2008 года. На художественное наследие претендуют четыре государства: собственно Россия, Голландия — откуда плыл корабль, Финляндия, в территориальных водах которой находится судно, а также Швеция, которой в XVIII веке Финляндия и принадлежала. Однако имеющиеся архивные документы доказывают, что Екатерина II вовремя заплатила и за груз, и за зафрахтованное судно, так что претензии Голландии на ценности по сути являются необоснованными.
Команда дайверов пыталась бороться в суде с собственным государством за груз, но проиграла иск, не получив никакого вознаграждения за находку.
В 2009 году было объявлено, что шхуна останется на дне, пока не решится вопрос о её принадлежности, в 2010 году было объявлено, что работы закончатся к 2017 году.
По Закону о памятниках древности Финляндии, если судно и груз пробудут в её водах 100 лет, то они по праву будут принадлежать одной лишь финской стороне — а столетие Финляндской Республики приходится на 2018 год. Финляндия не подписывала Международную конвенцию ЮНЕСКО об охране подводного культурного наследия, поэтому имеет право действовать в рамках собственного законодательства. Россия неоднократно сообщала, что готова помочь с подъёмом, который согласны профинансировать российские меценаты. Все эти работы российская сторона хотела провести, совершенно не касаясь вопросов правообладания. Финляндия ограничивалась лишь ссылками на законодательство, не выказывая никакой готовности к сотрудничеству, препятствовали и финские экологи, указывающие, что Аландские острова находятся в запретной зоне. «Очевидно, что финская сторона всеми силами пытается протянуть время до 2018 года, когда Финляндия будет праздновать столетнюю годовщину декрета Ленина о предоставлении ей суверенитета, — высказывал опасения Андрей Шпигель, генеральный директор ООО „Балтспецфлот“, чьи предприятия специализируются на подъёмных работах. — После этой даты вопрос принадлежности груза „Фрау Марии“ снимется автоматически».

### Проблемы подъёма
Варианты решения технической проблемы:
- можно поднять судно вместе с ценным грузом
- можно поднять груз, а судно оставить
- можно сначала поднять груз, а потом поднять судно

По расчётам финской стороны, опубликованным в 2010 году, работы займут 7 лет и будут стоить около 80 млн евро, причём половина этой суммы пойдёт на консервацию корабля и создание музея корабля. Российский эксперт по глубинным работам Андрей Шпигель предлагает соорудить специальный кокон и осуществить работы за 2 месяца. Артём Тарасов заявил о своей готовности внести 80 млн евро.
Росохранкультура в 2010 году считала, что необходимо иметь гарантии, что груз, пролежавший на морском дне около 250 лет, всё ещё представляет собой историческую и культурную ценность. Для этого предлагается аккуратно поднять один контейнер, и посмотреть, в каком состоянии находятся картины.

## Беллетристика
- Артём Тарасов. Тайны «Фрау Марии». В 2 томах (детектив)